# II liga polska w piłce nożnej (1967/1968)
II liga 1967/1968 – 20. edycja rozgrywek drugiego poziomu ligowego piłki nożnej mężczyzn w Polsce. Wzięło w nich udział 16 drużyn, grając systemem kołowym. Sezon ligowy rozpoczął się w sierpniu 1967, ostatnie mecze rozegrano w czerwcu 1968.
| Poziomy rozgrywkowe w sezonie 1967/1968 | Poziomy rozgrywkowe w sezonie 1967/1968 | Poziomy rozgrywkowe w sezonie 1967/1968 |
| Rozgrywki                               | P                                       | Nazwa                                   |
| --------------------------------------- | --------------------------------------- | --------------------------------------- |
| Centralne                               | I                                       | I liga                                  |
| Centralne                               | II                                      | II liga                                 |
| Makroregionalne                         | III                                     | III Liga (4 grupy)                      |
| Okręgowe (17 okręgów)                   | IV                                      | Liga okręgowa                           |
| Okręgowe (17 okręgów)                   | V                                       | A klasa                                 |
| Okręgowe (17 okręgów)                   | VI                                      | B klasa                                 |

## Drużyny
| Uczestnicy poprzedniej edycji                                                                                 | Uczestnicy poprzedniej edycji | Uczestnicy poprzedniej edycji | Uczestnicy poprzedniej edycji |
| --- | ----------------------------- | ----------------------------- | ----------------------------- |
| GWB | Górnik Wałbrzych              | 3                             |                               |
| UNR | Unia Racibórz                 | 4                             |                               |
| GAR | Garbarnia Kraków              | 5                             |                               |
| GDY | MZKS Gdynia                   | 6                             |                               |
| HUT | Hutnik Nowa Huta              | 7                             |                               |
| ZAG | Zagłębie Wałbrzych            | 8                             |                               |
| LOT | Lotnik Wrocław                | 9                             |                               |
| OLI | Olimpia Poznań                | 10                            |                               |
| VIC | Victoria Jaworzno             | 11                            |                               |
| STŁ | Start Łódź                    | 12                            |                               |
| Spadek z I ligi 1966/1967                                                                                     |                               |                               |                               |
| ZAW | Zawisza Bydgoszcz             | 13                            |                               |
| CRA | Cracovia                      | 14                            |                               |
| Awans z III ligi 1966/1967                                                                                    |                               |                               |                               |
| zwycięzcy czterech grup                                                                                       |                               |                               |                               |
| LPO | Lech Poznań                   | 1                             |                               |
| ROW | ROW Rybnik                    | 1                             |                               |
| UNT | Unia Tarnów                   | 1                             |                               |
| PAB | Włókniarz Pabianice           | 1                             |                               |
| Oznaczenia: - kolumna pierwsza – skróty nazw drużyn, - kolumna trzecia – miejsce zajęte w poprzednim sezonie. |                               |                               |                               |

Uwaga: Zagłębie Wałbrzych rozpoczęło sezon pod nazwą Górnik Thorez.

## Rozgrywki
Uczestnicy rozegrali 30 kolejek ligowych po 8 meczów każda (razem 240 spotkań) w dwóch rundach – jesiennej i wiosennej.
Mistrz i wicemistrz II ligi uzyskali awans do I ligi, a zespoły z miejsc 13–16 spadły do III ligi.

### Tabela
| Lp. | Drużyna                    | M  | Z  | R  | P  | Bramki | Bramki | Różn. | Pkt | Uwagi              |
| --- | -------------------------- | -- | -- | -- | -- | ------ | ------ | ----- | --- | ------------------ |
| 1   | Zagłębie Wałbrzych (M) (A) | 30 | 18 | 7  | 5  | 58     | 29     | +29   | 43  | Awans do I ligi    |
| 2   | ROW Rybnik (A)             | 30 | 17 | 8  | 5  | 51     | 22     | +29   | 42  | Awans do I ligi    |
| 3   | Garbarnia Kraków           | 30 | 12 | 10 | 8  | 38     | 23     | +15   | 34  |                    |
| 4   | Lech Poznań                | 30 | 11 | 11 | 8  | 29     | 29     | 0     | 33  |                    |
| 5   | Unia Racibórz              | 30 | 13 | 6  | 11 | 42     | 40     | +2    | 32  |                    |
| 6   | Unia Tarnów                | 30 | 11 | 8  | 11 | 40     | 37     | +3    | 30  |                    |
| 7   | Zawisza Bydgoszcz          | 30 | 13 | 4  | 13 | 39     | 38     | +1    | 30  |                    |
| 8   | Hutnik Nowa Huta           | 30 | 9  | 12 | 9  | 37     | 39     | −2    | 30  |                    |
| 9   | Górnik Wałbrzych           | 30 | 13 | 3  | 14 | 42     | 38     | +4    | 29  |                    |
| 10  | Cracovia                   | 30 | 10 | 9  | 11 | 24     | 28     | −4    | 29  |                    |
| 11  | Olimpia Poznań             | 30 | 11 | 7  | 12 | 35     | 48     | −13   | 29  |                    |
| 12  | Start Łódź                 | 30 | 9  | 10 | 11 | 34     | 31     | +3    | 28  |                    |
| 13  | Lotnik Wrocław (S)         | 30 | 9  | 7  | 14 | 38     | 46     | −8    | 25  | Spadek do III ligi |
| 14  | Victoria Jaworzno (S)      | 30 | 6  | 11 | 13 | 27     | 43     | −16   | 23  | Spadek do III ligi |
| 15  | MZKS Gdynia (S)            | 30 | 6  | 10 | 14 | 21     | 38     | −17   | 22  | Spadek do III ligi |
| 16  | Włókniarz Pabianice (S)    | 30 | 5  | 11 | 14 | 22     | 48     | −26   | 21  | Spadek do III ligi |